# Hozleiter Fanny
Hozleiter Fanny, azaz Mosolyka (Budapest, 1988. november 17.) egy kerekesszékes magyar író és blogger, valamint motivációs előadó.

## Élete
1988-ban született, alig másfél éves volt, amikor izomsorvadást diagnosztizáltak nála, ami a modern, nyugati orvostudomány jelenlegi álláspontja szerint egy elkerülhetetlen, korai halált vetített előre számára. Szülei sokféle kezeléssel megpróbálkoztak, még külföldön (például San Francisco) is, de ötévesen így is kerekesszékbe került, 13 évesen, 2001-ben pedig elvesztette édesanyját. 15 esztendősen, egy véletlenül kezébe került zárójelentésből tudta meg, hogy az orvosai szerint már túljutott élete felén, és légzőszerveinek gyengülésébe fog belehalni.
Ezt követően elhatározta, hogy életét szeretné olyan, számára fontos élményekkel megtölteni, amelyeket semmiképp sem szeretne elmulasztani. Már a gimnáziumi éveiben munkát vállalt és igyekezett mindent megtenni azért, hogy minél több élménnyel színesítse a mindennapokat. Ezt követően választotta blogjának a Mosolyka nevet. Szalagavatóján éppúgy táncolt, mint mindenki más, a Hunyadi Mátyás Gimnáziumban 2007-ben tett érettségije után pedig több tevékenységbe belefogott: egyebek között bögréket kezdett festeni (Te döntesz bögre), blogot indított, illetve előadásokat tart az életéről és a betegségéről, valamint az egészséges életért való küzdelmeiről. Remek humorérzékről és őszinteségről tanúskodó oldala, a Mosolyka – kerekesszékkel (nélkül) a világ blog 2012-ben Goldenblog díjat nyert.
Később a blogbejegyzéseiből könyvet is megjelentetett, Te döntesz címmel. Könyvével mindenki számára azt igyekezett közvetíteni, hogy a pozitív hozzáállás akár a leglehetetlenebbnek tűnő helyzeteken is átsegítheti az embert, és „az életben minden csakis rajtunk múlik”. Te döntesz c. könyve 2014-ben bestseller lett, 12 000 eladott példánnyal, és Aranykönyv-díjat is nyert.
2014-ben férjhez ment Tóth Sándorhoz, és még abban az évben megjelent második könyve, Lélekkód címmel, amelyet férje ihletett, és amely a leírása szerint „felnőtteknek és szüleiknek egyaránt” szól.